# Avgust Stanko
Avgust Stanko, slovenski harmonikar, pedagog * 16. avgust 1903, Ljubljana, Avstro-ogrska, † 20. oktober 1976, Ljubljana.

## Rojstvo
Stanko se je rodil 16. avgusta leta 1903 v Ljubljani, na Vodmatu - Japljeva ulica 4, očetu Francu Stanku, delavcu in materi Ivani Peternel. Po očetovi strani je rod izviral iz Cvena pri Ljutomeru, po mamini strani pa iz Podgrada pri Ljubljani, starša sta se poročila 21. oktobra 1901 v Sv. Petru v Ljubljani. Igranja harmonike se je naučil sam, in tudi prvo harmoniko si je priigral sam z igranjem na tekmovanju; kot eden najmlajših harmonikarjev je leta 1929 zmagal na ljubljanskem Velesejmu in za nagrado dobil kromatično harmoniko. 4. februar 1941 se je v Šiški poročil z Ljubico Kralj, zakon pa ni trajal dolgo, in ločila sta se 31. maja 1961.

## Dolgoletna kariera
K priljubljenosti mu je veliko pripomogel radijski medij. Ko je bila leta 1928 ustanovljena kot tretja v Evropi, radijska postaja Radio Ljubljana z dvema do tremi urami programa na dan, so kmalu začeli nastopati tudi harmonikarji in pevci narodnih pesmi. Stanko je prvič nastopil na Radiu Ljubljana leta 1930.
Stanko je vse svoje življenje dobesedno živel samo za glasbo. Ko so se glasbene oddaje na radiu nekoliko podaljšale, ni bilo oddaje, da ne bi v živo Stanko zaigral vsah dveh, štirih skladb.
Bil je človekoljub in se je zelo rad družil z ljudmi. Že pred 2. svetovno vojno je bil znan po vsej Sloveniji. Po osvoboditvi je na radiu igral koračnice in marše, pozneje pa se je spet predal narodnim pesmim.
Bil je tudi zaposlen na Radiu Ljubljana, od 1929 je bil stalni, od 1941 naprej pa honorarni sodelavec Radia Ljubljane. Nekaj časa je poučeval tudi na glasbeni šoli Ljubljana. 
Lastnih skladb Stanko ni pisal, v arhivu Radia Ljubljane pa je več ducatov narodnih skladb v njegovi izvedbi, nekaj posnetih tudi s triom.

## Smrt
Avgust Stanko je umrl 20. oktobra leta 1976 v Ljubljani, star 73 let. Pokopan je na Ljubljanskih Žalah v družinskem grobu.

## Zanimivosti
Na najvišjem državnem tekmovanju harmonikarjev v Ljubljani je največje priznanje plaketa Avgusta Stanka.